# Somatochlora kennedyi
Somatochlora kennedyi ist eine Smaragdlibellenart aus der Familie der Falkenlibellen (Corduliidae), die zu den Großlibellen (Anisoptera) gehören. Sie ist in Kanada und den USA beheimatet.

## Merkmale

### Bau der Imago
Die mit silbrigen Härchen überzogenen Imago von Somatochlora kennedyi misst zwischen 47 und 55 Millimeter, wovon 35 bis 42 Millimeter auf den Hinterleib (Abdomen) entfallen, was innerhalb der Gattung durchschnittlich ist. Das im Vergleich zur Körpergröße lange Abdomen ist im Bereich der ersten Segmenten geschwollen. Zudem kommt eine hellere Musterung des Abdomens, die sich wie folgt zusammensetzt: Ein heller apikaler Ring befindet sich zusammen mit einem Mittelband, das bis zu den Genitallappen hinabläuft, auf dem zweiten Segment. Ab dem dritten Segment ist das Abdomen schwarz und schimmert grünlich.
Der Teil des Brustkorbes Thorax an dem die Flügel ansetzen, der sogenannte Pterothorax ist im vorderen Bereich metallisch grün und schimmert bläulich. Oben und unten mischt sich dazu etwas rötliches Braun. Die Streifen auf den Seiten des Abdomens sind hell und nur wenig strikt. Die Beine sind am Ansatz heller, werden dann aber schnell schwarz. Die Hinterflügel messen 29 bis 34 Millimeter. Die Flügel sind durchsichtig mit einer gelben Costalader und einem gelb-braunen Flügelmal (Pterostigma).
Im Gesicht ist die Stirn (Frons) schwarz mit grünlichen Schimmer und nach unten hin gelblich. Der Scheitel (Vertex) ist ebenfalls schwarz und der Hinterkopf (Occiput) ist braun.

### Bau der Larve
Die dunkelbraune Larve misst durchschnittlich 21 Millimeter und wird an der breitesten Stelle 7,33 Millimeter breit. Es gibt keine Dorsalhaken und seitliche Dornen finden sich nur auf dem neunten Segment. Kleine Härchen bedecken den Rücken des Abdomens und verdichten sich zu Säumen entlang der Tergitränder. Am stärksten ausgeprägt sind diese Säume auf dem siebten, achten und neunten Segment. Auch entlang er Abdomenseiten bildet sich aus den Härchen ein Saum.
Die Beine sind kurz und stark behaart. Die Femora des hinteren Beinpaares messen sechs Millimeter, die hinteren Tibia messen 6,6 Millimeter.
Der Kopf erreicht Breiten von 6,33 Millimeter. Die Seiten des Kopfes gehen schräg in den ganz leicht konkaven Occiput über. Das Gelenk der Unterlippe (Labium) reicht bis zu den Coxae des mittleren Beinpaares. Auf dem ungefähr so langem wie breitem Mentum befinden sich neun bis zehn Zähnchen und zwölf bis dreizehn Mental-Härchen.

## Verbreitung und Flugzeit
Die Art ist im Nordosten der Vereinigten Staaten sowie in Kanada verbreitet. Dort lebt sie in borealen Sumpfgebieten, an schattigen Moorseen und Flachmooren sowie langsamen Fließgewässern im Marschland. Sie fliegt zwischen Mai und August.

## Ähnliche Arten
Sehr ähnlich  sind Somatochlora kennedyi die Arten Somatochlora franklini und Somatochlora forcipata. Eine Unterscheidung ist anhand der Hinterleibsanhänge und des Ovipositors möglich.